# Jake Arrieta
Jacob Joseph Arrieta (6 de marzo de 1986) es un exlanzador estadounidense de béisbol profesional de las Grandes Ligas que jugó con los Baltimore Orioles, Chicago Cubs, Philadelphia Phillies y San Diego Padres.
En 2015, ganó el Premio Cy Young de la Liga Nacional, lideró la MLB en victorias, lanzó un juego sin hits ni carreras y estableció un récord con 0.75 de efectividad en la segunda mitad de una temporada. En 2016, lanzó su segundo juego sin permitir hits o carreras, el único de esa temporada.

## Carrera profesional

### Baltimore Orioles
Arrieta fue seleccionado en la quinta ronda del draft de 2007 por los Orioles de Baltimore. Debutó profesionalmente en la Arizona Fall League con los Phoenix Desert Dogs. En 2008 lanzó con los Frederick Keys de la Carolina League de Clase A avanzada, donde registró marca de 6-5 con 2.87 de efectividad antes de ser incluido en el equipo de Estados Unidos para los Juegos Olímpicos de Pekín 2008.
Debutó en Grandes Ligas el 10 de junio de 2010, ante los Yanquis de Nueva York en Camden Yards. Luego de empezar la temporada 2012 con marca de 3-9 y 6.13 de efectividad, fue bajado al equipo de Clase AAA el 6 de julio de 2012.
En 2013, registró marca de 1-1 y 6.63 al empezar la temporada, pero fue bajado el 22 de abril al equipo Norfolk Tides para darle un cupo en la plantilla a Alex Burnett. Fue llamado el 18 de mayo, bajado otra vez el 23 de mayo, y subido nuevamente el 14 de junio. En total, Arrieta dejó un registro de 20-25 y 5.46 de efectividad a lo largo de cuatro temporadas con los Orioles.

### Chicago Cubs

#### 2013
El 2 de julio de 2013, Arrieta fue transferido a los Cachorros de Chicago junto a Pedro Strop a cambio de Scott Feldman y Steve Clevenger. Fue asignado a los Iowa Cubs de la Liga de la Costa del Pacífico de Clase AAA. El 30 de julio fue llamado por los Cachorros para abrir el segundo juego de una doble cartelera ante los Cerveceros de Milwaukee, donde se fue sin decisión luego de lanzar seis entradas y permitir una carrera. Al culminar el juego fue asignado nuevamenta a Iowa, donde realizó dos aperturas más antes de ser llamado otra vez el 14 de agosto para reemplazar a Carlos Villanueva en la rotación abridora del equipo. Abrió ocho juegos más antes de culminar la temporada, registrando una marca de 4-2 con 3.66 de efectividad y 37 ponches en 51 2⁄3 entradas con los Cachorros.

#### 2014
En 2014, lanzó juegos sin hits ni carreras hasta la séptima u octava entradas en tres ocasiones. Para el 24 de septiembre de 2014, registraba una marca de 10-5 con 2.53 de efectividad y 167 ponches.

#### 2015
El 20 de agosto de 2015, Arrieta se convirtió en el primer lanzador en ganar 15 juegos en la temporada 2015. Diez días después, lanzó un juego sin hits ni carreras ante los Dodgers de Los Ángeles en el Dodger Stadium. El 22 de septiembre, ganó su 20.º juego de la temporada, permitiendo solo tres hits ante los Cerveceros de Milwaukee, que también representó su cuarto juego completo y tercera blanqueada de la temporada. Culminó la temporada con marca de 22-6 y 1.77 de efectividad, y estableció una marca con la menor efectividad de la historia (0.75) a partir del Juego de Estrellas, el cual marca la mitad de la temporada.
En el Juego de Comodines de la Liga Nacional de 2015, lanzó las nuevas entradas completas en blanco, ponchando a 11 bateadores y obteniéndo la victoria por 4-0 ante los Piratas de Pittsburgh.
El 18 de noviembre de 2015, ganó el Premio Cy Young de la Liga Nacional, el primer lanzador de los Cachorros desde Greg Maddux en 1992 y el quinto en total, uniéndose también a Fergie Jenkins (1971), Bruce Sutter (1979) y Rick Sutcliffe (1984).

#### 2016
Para la temporada 2016, fue designado como el abridor del Día Inaugural ante los Angelinos de Los Ángeles de Anaheim. El 21 de abril de 2016, Arrieta lanzó el segundo juego sin hits de su carrera, en la victoria por 16-0 ante los Rojos de Cincinnati. Los Diamondbacks de Arizona derrotaron a los Cubs por 3-2 el 5 de junio, finalizando la racha de Arrieta de 20 aperturas consecutivas con victoria y propinádole su primera derrota en 11 meses.
En el Juego 3 de la Serie Divisional ante los Gigantes de San Francisco, Arrieta conectó un jonrón de tres carreras ante Madison Bumgarner, finalizando su marca de 24 entradas sin permitir carreras en postemporada. Ganó el Juego 2 y el Juego 5 de la Serie Mundial de 2016, la cual ganaron los Cachorros luego de 108 años sin títulos.

#### 2017
En 2017, Arrieta hizo 30 aperturas con un récord de 14-10 y una efectividad de 3.53. Los Cachorros terminaron la temporada con marca de 92-70 y ganaron otro banderín de la División Central de la Liga Nacional. Arrieta comenzó el cuarto partido de la Serie Divisional de la Liga Nacional y, después de 90 lanzamientos, salió en la cuarta entrada perdiendo por 1-0. Los Cachorros perderían ese juego ante los Nacionales de Washington pero ganarían el Juego 5 y pasarían a la Serie de Campeonato. Después de tres derrotas y enfrentando la eliminación, Arrieta inició el Juego 4 y se llevó la victoria ante los Dodgers de Los Ángeles. Cuando los Dodgers terminaron la temporada de los Cachorros en el Juego 5, Arrieta se convirtió en agente libre por primera vez en su carrera.

### Philadelphia Phillies

#### 2018
El 11 de marzo de 2018, Arrieta acordó un contrato por tres años y $75 millones con los Filis de Filadelfia. En junio, se rasgó el cartílago de la rodilla izquierda pero no le dijo a la oficina del equipo, por lo que continuó jugando y su rendimiento bajó durante las últimas nueve aperturas de la temporada, donde registró marca de 1-5 con 6.35 de efectividad. Culminó la temporada con marca de 10-11 y 3.96 de efectividad en 172 2⁄3 entradas lanzadas. A la defensiva, tuvo el menor porcentaje de fildeo de todos los lanzadores abridores con al menos 170 entradas lanzadas, el cual fue de .872.

#### 2019
En enero de 2019, tuvo una imagen por resonancia magnética en la rodilla izquierda y se sometió a ua cirugía para reparar el menisco. Sin embargo, el 17 de agosto se anunció que Arrieta se sometería a una cirugía para remover un espolón óseo en su codo derecho. Terminó la temporada 2019 con marca de 8-8 y 4.64 de efectividad en 24 aperturas.

#### 2020
En la temporada de 2020 acortada por la pandemia de COVID-19, Arrieta registró una marca de 4-4 y 5.08 de efectividad en nueve aperturas. Al finalizar la temporada, se convirtió en agente libre.